# Nach dem Beben
Nach dem Beben (japanisch 神の子どもたちはみな踊る Kami no Kodomo-tachi wa Mina Odoru, deutsch ‚Alle Kinder Gottes tanzen‘) ist der Titel einer 2000 veröffentlichten Sammlung von sechs Erzählungen von Haruki Murakami, die als Reaktion auf das Erdbeben von Kōbe entstanden sind. Die deutsche Übersetzung von Ursula Gräfe erschien 2003 unter dem Titel Nach dem Beben.

## Inhalt

### Ufo in Kushiro (UFOが釧路に降りるUFO ga Kushiro ni Oriru)
Der Angestellte Komura wird von seiner Frau verlassen, da er sich für sie wie ein Klumpen Luft anfühle, aber andere Frauen vielleicht mit ihm glücklich wären. Komura nimmt daraufhin Urlaub und reist nach Kushiro in Hokkaido, um für einen Freund ein Paket zu überbringen. Er lernt dort die Zwillingsschwestern Keiko und Shimao Sasaki kennen und erfährt, dass in dem Paket nur Luft war: ein Scherz, um ihn mit Shimao in einem Liebeshotel zusammenzubringen.

### Stillleben mit Bügeleisen (アイロンのある風景Airon no Aru Fūkei)
Junko und Keisuke sitzen mit Miyake nachts am Meer bei einem Lagerfeuer. Sie sprechen über das Beben, Träume und den Tod, diskutieren über Jack Londons Erzählungen und Miyakes Bild mit dem Titel Stillleben mit Bügeleisen und seine kryptische Bedeutung.

### Alle Kinder Gottes tanzen (神の子どもたちはみな踊るKami no Kodomo-tachi wa Mina Odoru)
Yoshiyas Mutter ist Mitglied einer evangelikalen Sekte, sein Vater soll, nach Aussagen seiner Mutter und eines Freundes, Gott oder ein Geburtshelfer sein. Als Jugendlicher versucht er, gegen die strenge Ideologie seiner Mutter zu rebellieren. Er leidet unter einem zu großen Penis, mit dem er keinen Erfolg bei Mädchen hat. Seine Mutter bezeichnete diesen Penis aber als Gottesgeschenk. Er begegnet einem geheimnisvollen Mann und folgt ihm auf ein freies Feld, wo er zu tanzen beginnt und über die Rätsel seines Lebens nachdenkt. 

### Thailand (タイランドTairando)
Satsuki, eine japanische Ärztin, die lange Zeit in Detroit gelebt hat, fährt zu einem Kongress nach Thailand. Dort kommt sie mit einem Chauffeur ins Gespräch, der einen norwegischen Chef hatte und Jazz liebt. Er erzählt ihr, dass dieser gerne nach Lappland zurückkehren wollte, dies aber doch nicht tat. Der Fahrer nimmt Satsuki schließlich in ein Dorf mit, wo sie eine alte Frau trifft, die angeblich Träume vorhersagen kann. Auf dem Rückflug denkt Satsuki vor dem Einschlafen an eine Jazzmelodie. 

### Frosch rettet Tokyo (かえるくん、東京を救うKaeru-kun, Tōkyō o Sukuu)
Der biedere Bankangestellte Katagiri bekommt eines Tages Besuch von einem großen, sprechenden Frosch. Dieser sagt, dass er ihn als Verbündeten im Kampf gegen einen unterirdischen Wurm benötigt, der ansonsten im Raum Tokio ein Erdbeben verursachen wird. Am Tag des vorhergesagten Erdbebens wacht Katagiri in einem Krankenhaus auf. Die Geschichte mit dem Frosch war nur ein Traum, aber das Erdbeben ist nicht eingetreten.

### Honigkuchen (蜂蜜パイMitsubachi Pai)
Der Literaturstudent Junpei, der Journalist Takatsuki und die Anglistin Sayoko führen ein Dreierverhältnis, wobei Takatsuki Sayoko heiratet und mit ihr ein Kind bekommt, Junpei und Sayoko dagegen geistig und künstlerisch miteinander verbunden sind. Wenn Sayokos Tochter Sala, von den Erdbebenbildern im Fernsehen traumatisiert, nicht schlafen kann, erzählt Junpei ihr Geschichten, z. B. die vom Masakichi-Bär und dem Honigkuchen. Als sich Takatsuki von Sayoko trennt und sie sich scheiden lassen, schlägt er Junpei vor, Sayoko zu heiraten. Es dauert jedoch einige Zeit, bis sich beide ihre Liebe gestehen.

## Entstehungs- und Publikationsgeschichte
Fünf der sechs Erzählungen sind zuerst 1999 im Literaturmagazin Shinchō erschienen: UFO in Kushiro, Stillleben mit Bügeleisen, Alle Kinder Gottes können tanzen, Thailand, Frosch rettet Tokio. Ergänzt durch Honigkuchen wurden sie 2000 im Sammelband Alle Kinder Gottes können tanzen veröffentlicht: Jede Geschichte ist, meist peripher, von der Katastrophe betroffen: als traumatisches Erlebnis, Beteiligung an Hilfsaktionen in Kobe, Thema von Gesprächen, Auslöser von Trennungen. Alle Geschichten spielen im Februar 1995, dem Monat zwischen dem Erdbeben in Kōbe und den Giftgasangriffen in Tokio.

„Für Haruki Murakami war diese Katastrophe [Anm.: Das Erdbeben von Kōbe 1995] ein Anlass, aus seiner amerikanischen Wahlheimat nach Japan zurückzukehren. Und sie veranlasste ihn, sechs Erzählungen zu schreiben, die allesamt die anhaltende Verstörung beschreiben. Nicht die sichtbaren Zerstörungen stehen im Zentrum, sondern die psychologischen Wunden und Narben bei den Zeugen und Opfern.“

 „Die Hauptfiguren in Nach dem Beben leben weit weg von der physischen Verwüstung, die sie nur im Fernsehen oder in den Zeitungen sehen, aber für jeden von ihnen wird die massive Zerstörung, die von der Erde selbst ausgelöst wird, zu einem Wendepunkt in ihrem Leben. Sie sind gezwungen, sich einer Leere zu stellen, die sie jahrelang in sich getragen haben.“
Zusammen mit Underground, einer Sammlung von Interviews und Essays über die Giftgasanschlag in der Tokioter U-Bahn (1995), und dem Roman Die Chroniken des Aufziehvogels versucht der Autor mit dem Erzählband die japanische Gesellschaft nach Katastrophen erforschen. Die Geschichten wiederholen einerseits Motive, Themen und Elemente, die aus vielen früheren Kurzgeschichten und Romanen Murakamis bekannt sind, andererseits werden sie, im Unterschied zur Ich-Form der früheren Werke, in der dritten Person erzählt und enthalten weniger surreale Elemente.

## Adaption

### Hörspiel
Vier der sechs Geschichten, UFO in Kushiro, Thailand, Frosch rettet Tokyo und Honigkuchen, wurden von Simon McBurney dramatisiert und am 16. September 2007 von BBC Radio 3 gesendet.

### Theater
Frank Galati inszenierte seine Bühnenbearbeitung von Honigkuchen und Frosch rettet Tokyo für das Steppenwolf Theatre Company in Zusammenarbeit mit dem La Jolla Playhouse. Von Oktober bis Dezember 2007 wurde das Stück im Berkeley Repertory Theatre aufgeführt.

### Film
Unter der Regie von Robert Logevall wurde Alle Kinder Gottes tanzen 2007 verfilmt.